# 格罗伯GF 200
格罗伯GF 200（英語：Grob GF 200）是一款由德國格罗伯飛行器公司在1990年代研製的公務機，採用低單翼設計，設有可收縮起落架及機身外型高度流線型。飛機引擎裝在機身尾部，採用推进式螺旋桨，尾翼為T型尾翼設計，機翼設有翼尖小翼。機身下戶亦有一塊后机身下翼，飛機採用複合材料製造。格罗伯公司稱採用推进式螺旋桨與傳統螺旋桨的不同之與是，空氣流經機體上方的是層流。
GF 200最早源於1983年，當時格罗伯首席設計師希望能把複合材料應用到四座位的飛機上，但由於當時用複合材料製造的飛機較難取得認證，計劃被推遲至1988年。首架沒有加壓機艙的原型機在1991年11月26日首飛，在1992年柏林航空展首次公開亮相。初步飛行測試揭露飛機的引擎冷卻系統問題和噪音過高的問題。

## 性能 （GF 200）
基本诸元
- 乘员： 1人
- 载客量： 4人
- 长度： 8.70公尺（28英呎6英吋）
- 翼展： 11.00公尺（36英呎1英吋）
- 高度： 3.42公尺（11英呎3英吋）
- 翼面积： 12.5平方公尺（135平方英呎）
- 总重： 1,600公斤（3,527磅）
- 发动机： 1 × Teledyne Continental TSIOL-550，230千瓦（310匹馬力）

性能
- 巡航速度： 370公里/時（230英里/時）
- 航程： 1,850公里（1,160英里）
- 爬升率： 6.2公尺/秒 （1,220英呎/分）

## 外部連結
- Homepage of Grob Aircraft （页面存档备份，存于）